# 위상 양자 컴퓨터
위상 양자 컴퓨터(영어: Topological quantum computer)는 1997년 러시아계 미국인 물리학자 알렉세이 키타예프가 제안한 이론적 양자 컴퓨터다. 이 양자 컴퓨터는 큐비트를 만들기 위해 3차원 시공간(시각 1차원과 장소 2차원)에서 세계선들이 꼬이는 애니온이라고 하는 2차원 계의 준입자를 사용한다. 이 세계선이 꼬이는 것에 기존에 있던 위상수학의 한 분야인 꼬임군 개념을 적용하여 위상수학적 성질에 기반한 양자 계산을 시도 할 수 있다.  애니온들의 세계선들이 이루는 꼬임은 컴퓨터를 구성하는 논리 회로를 형성한다. 양자 꼬임을 기반으로 하는 양자 컴퓨터는 포획된 양자 입자를 사용하는 것보다 훨씬 더 안정적인데, 기존의 양자 포획 양자 컴퓨터들은 누적된 작은 섭동들로 인해 양자 상태에 결어긋남이 훨씬 쉽게 발생한다. 이는 양자 컴퓨터에 계산 오류가 발생할 수 있는 원인이 된다. 그러나 위상수학적으로 양자 게이트를 구성한 위상 양자 컴퓨터의 경우에는, 이러한 작은 섭동 때문에 꼬임의 위상수학적 성질이 바뀌지는 않는다. 좀 더 간단하게 직관적으로 비유하자면, 기존의 양자 컴퓨터는 불확정성 원리에 기반한 여러 섭동에 의해 게이트가 무너지는 것에 굉장히 취약했는데, 애니온의 궤적을 사용해 그것을 Non-abelian Holonomy의 구조로 '엮으면서': 즉 마치 얼기 설기 엮여있는 형태가 좀 몇번 툭툭 친다고 무너지지 않는것처럼, 그러한 "위상적" 방식으로 게이트의 신뢰성(robustness)을 고안한 것이다. 따라서, 위상수학적 성질을 이용하는 컴퓨터가 상대적으로 더 안정적이라고 할 수 있다.
위상 양자 컴퓨터의 기본 요소는 순전히 수학적 영역에서 기원하지만, 분수 양자 홀 계에서의 실험은 절대 영도에 가까운 온도에서 강한 자기장을 받는 비소화 갈륨으로 만든 반도체를 사용하여 물리적 세계에서 이러한 요소를 생성할 수 있음을 나타낸다.
현실에서 구현한 사례로는, 2025년 2월 20일 마이크로소프트에서 구현한 'Majorana 1'이 있다. 마요라나 제로 모드 상태의 마요라나 페르미온을 이용한 양자 칩이다.

## 소개
꼬임이라는 위상수학적 개념은 오스트리아 수학자 에밀 아르틴이 1925년에 제안한 꼬임군이라는 대수 위상적 대상을 이룬다. 예를 들어, 네 가닥의 꼬임을 나타내는 꼬임군 {\displaystyle \operatorname {Braid} (4)}은 다음 세 원소들로 생성된다:
|    |    |    |
| σ1 | σ2 | σ3 |

그리고 이 군에서 연산은 다음과 같은 방식으로 이뤄진다:
|                             | · |                             | = |                                        |
| {\displaystyle \sigma _{3}} | · | {\displaystyle \sigma _{2}} | = | {\displaystyle \sigma _{3}\sigma _{2}} |

꼬임의 이러한 성질은, 수학적으로, 꼬임을 이용한 계산을 할 수 있게 한다.
한편, 애니온은 2차원 공간에서 준입자이다. 애니온은 페르미온도 보손도 아니지만 페르미온과 마찬가지로 동일한 상태를 점유할 수 없다. 따라서 두 애니온의 세계선들은 서로 교차하거나 하나로 합쳐질 수 없으며, 이는 그들의 세계선이 시공간에서 안정적인 끈을 형성할 수 있도록 한다. 이를 Non-abelian Holonomy로서의 World line Braiding으로 양자 게이트를 형성하여 그 위상적 구조가 robust한 양자 게이트를 만드는 것이라고 할 수 있다. 애니온들은 아주 강한 자기장에서 차가운 2차원 전자 가스의 들뜸에서 형성될 수 있으며, 분수 단위의 자속을 운반한다. 이 현상을 분수 양자 홀 효과라고 한다. 일반적인 실험실 계에서 전자 가스는 AlGaAs 층 사이에 끼워진 얇은 반도체 층을 차지한다.
애니온들의 세계선들이 땋아질 때 계의 양자 상태의 변환은 애니온 세계선들 어떻게 꼬였는지에 대한 위상수학적 동치류(꼬임군에 따라 분류됨)에 따라서만 바뀐다. 따라서 계의 상태에 저장된 양자 정보는 세계선의 작은 오류에 영향을 받지 않는다. 2005년에 상카르 다스 사르마, 마이클 프리드먼과 체탄 나약은 위상수학적 큐비트를 물리적으로 구현할 양자 홀 장치를 제안했다. 위상 양자 컴퓨터의 주요 개발에서 2005년 블라드미르 골드만, 페르난도 카미노 및 웨이 저우는 분수 양자 홀 효과를 사용하여 애니온을 생성하는 최초의 실험적 증거를 만들고 관찰했다고 주장했지만 다른 사람들은 그들의 결과는 애니온을 포함하지 않는 현상의 산물일 수 있다고 제안했다. 위상 양자 컴퓨터에 필요한 입자종인 비-아벨 애니온은 아직 실험적으로 확인되지 않았다. 가능한 실험적 증거가 발견되었지만 결론은 여전히 논쟁의 여지가 있다. 2018년에 과학자들은 필요한 마요라나 입자를 분리했다고 다시 주장했지만 2021년에 그 발견이 철회되었다. Quanta Magazine은 2021년에 "아무도 유니타리(마요라나 제로 모드) 준입자의 존재를 설득력 있게 보여주지 못했다"고 말했다. 그러나 2025년 최초로 발표된 위상 양자 컴퓨터 실물은 마이크로소프트가 마요라나 제로 모드 상태의 입자를 이용해 만든 모델이다.

## 위상 대 표준 양자 컴퓨터
위상 양자 컴퓨터는 다른 표준적인 양자 계산 모델들, 특히 양자 회로 모델 및 양자 튜링 기계 모델과 계산 능력이 동일하다. 즉, 이러한 모델은 다른 모델을 효율적으로 시뮬레이션할 수 있다. 그럼에도 불구하고 특정 알고리듬은 위상 양자 컴퓨터 모델에서 더 자연스럽게 구현 될 수 있다. 예를 들어, 매듭 이론에서 주요 불변량인 존스 다항식을 계산하기 위한 알고리듬은 처음에 위상 양자 컴퓨터 모델 기반으로 만들어 졌으며, 나중에 표준 양자 회로 모델에서 변환되고 확장되었다. 특히 임의의 매듭은 어떤 꼬임의 Markov trace closure로 만들 수 있음이 증명되어 있으며 위상 양자 컴퓨터가 꼬임을 기반으로 하기 때문에 매듭 불변량인 존스 다항식에 대한 알고리듬이 위상 양자컴퓨터 모형에서 쉽게 다뤄진다.

### 계산
그 이름에 걸맞게 위상 양자 컴퓨터는 갇힌 양자 입자를 사용하는 기존의 양자 컴퓨터 설계에서 약속한 고유한 계산적 성질을 가져야 한다. 2000년에 마이클 프리드먼, 알렉세이 키타예프, 마이클 라센, 쩡한 왕은 위상 양자 컴퓨터가 원칙적으로 기존 양자 컴퓨터가 수행할 수 있는 모든 계산을 수행할 수 있으며 그 반대도 성립함을 증명했다.
그들은 논리 회로의 오류 없는 작동이 주어진 기존의 양자 컴퓨터 장치가 절대적인 정확도 수준의 해를 제공하는 반면, 완벽하게 작동하는 위상 양자 컴퓨팅 장치는 유한한 수준의 정확도만 있는 해를 제공한다는 것을 발견했다. 그러나 단순한 선형 관계에서 위상 양자 컴퓨터에 꼬임(논리 회로)을 더 추가하면 답에 대한 모든 수준의 정밀도를 얻을 수 있다. 즉, 꼬임을 적절히 증가시켜서 답변의 정확도를 높일 수 있다. 실제 계산(회로)은 분수 양자 홀 효과의 가장자리 상태에 의해 수행된다. 이것은 1차원 애니온의 모델을 중요하게 만든다. 하나의 공간 차원에서 애니온은 대수적으로 정의된다.

### 오류 수정 및 제어
양자 꼬임은 갇힌 양자 입자보다 본질적으로 더 안정적이지만 인접한 꼬임을 간섭하는 임의의 표류 쌍을 생성하는 열 변동을 유발하는 오류를 제어할 필요가 여전히 있다. 이러한 오류를 제어하는 것은 단순히 간섭하는 이탈률이 거의 0으로 떨어지는 거리까지 애니온을 분리하는 문제이다. 위상 양자 컴퓨터의 역학을 시뮬레이션하는 것은 표준 양자 정보 처리 방식으로도 내결함성 양자 계산을 구현하는 유망한 방법일 수 있다. 라우센도르프, 해링턴 및 고얄은 시뮬레이션 결과가 유망한 한 모델을 연구했다.

## 예: 피보나치 애니온들로 계산하기
위상 양자 컴퓨팅의 두드러진 예 중 하나는 피보나치 애니온 계이다. 등각 장 이론 맥락에서 피보나치 애니온은 양-리 모델, 천-사이먼스 이론의 {\displaystyle {\text{SU}}(2)} 특수 사례 및 베스-추미노-위튼 모형으로 설명된다. 이러한 애니온은 위상 양자 컴퓨팅을 위한 일반 게이트를 만드는 데 사용할 수 있다. 모델 생성에는 세 가지 주요 단계가 있다.
- 기저을 선택하고 힐베르트 공간을 제한하라.
- 애니온들을 함께 땋는다.
- 마지막에 애니온을 융합하고 계의 출력을 읽기 위해 융합하는 방법을 감지한다.

### 상태 준비
피보나치 애니온은 세 가지 특성으로 정의된다.
1. 이들은 위상수학적 전하 {\displaystyle \tau }를 가진다. 이 논의에서 우리는 {\displaystyle 1}이라는 또 다른 전하도 고려한다. 이 전하는, 애니온들이 서로 소멸할 때의 '진공' 전하이다.
2. 애니온 각각은 자신의 반입자이다: {\displaystyle \tau =\tau ^{*}}, {\displaystyle 1=1^{*}}.
3. 서로 가깝게 하면 자명한 방식으로 함께 '융합'된다. 특히 '융합' 규칙은 다음과 같다:
  1. {\displaystyle 1\otimes 1=1}
  2. {\displaystyle 1\otimes \tau =\tau \otimes 1=\tau }
  3. {\displaystyle \tau \otimes \tau =1\oplus \tau }
4. 이 계의 많은 특성은 스핀 1/2 입자 두 개의 특성과 유사하게 설명할 수 있다. 특히, 우리는 동일한 직합 연산자 {\displaystyle \oplus }와 텐서곱 {\displaystyle \otimes }을 사용한다.

마지막 '융합' 규칙은 다음과 같은 세 개의 애니온들이 있는 계로 확장 할 수 있다:
{\displaystyle \tau \otimes \tau \otimes \tau =\tau \otimes (1\oplus \tau )=\tau \otimes 1\oplus \tau \otimes \tau =\tau \oplus 1\oplus \tau =1\oplus 2\cdot \tau }
따라서, 세 개의 애니온을 융합하면 총 전하 {\displaystyle \tau }인 최종 상태가 두 가지 방법으로, 또는 총 전하 {\displaystyle 1}인 최종 상태가 정확히 한 가지 방법으로 생성된다. 이 세 가지 상태를 사용하여 기저를 정의한다. 그러나 이 세 가지 애니온 상태를 0과 1의 중첩으로 인코딩하려고 하므로 기저를 2차원 힐베르트 공간의 기저로 제한해야 한다. 따라서, 총 전하가 {\displaystyle \tau }인 두 가지 상태만 고려한다. 이 선택은 순전히 현상학적이다. 이 상태에서 가장 왼쪽에 있는 두 개의 애니온들을 '제어계'로 묶고 가장 오른쪽에 있는 애니온을 '비계산 애니온'으로 둔다. 그리고 {\displaystyle |0\rangle } 상태를 총 '융합' 전하가 {\displaystyle 1}인 상태의 제어계, 그리고  {\displaystyle |1\rangle } 상태를 총 '융합' 전하가 {\displaystyle \tau }인 상태의 제어계로 구분한다. 자세한 설명은 나약을 참조하라.

### 게이트들
위의 아이디어에 따라 이들 애니온들을 서로 단열적으로 땋으면 유니타리 변환이 발생한다. 이러한 꼬임 연산자는 연산자의 두 하위 동치류의 결과이다.
- {\displaystyle F} 행렬
- {\displaystyle R} 행렬

행렬 {\displaystyle R}은 개념적으로 애니온들의 세계선들이 꼬이는 중에 애니온에 부여되는 위상수학적 페이즈로 생각할 수 있다. 애니온들이 서로 감겨지면 아로노프-봄 효과로 인해 특정 페이즈가 선택된다.
행렬 {\displaystyle F}는 애니온들이 물리적르으로 회전 한 결과이다. 애니온들이 서로 엮일 때 맨 아래 두 애니온들(제어계)이 여전히 큐비트의 상태를 구별한다는 것을 인식하는 것이 중요하다. 따라서 애니온들을 땋는 것은 제어계에 있는 애니온들을 바꾸므로 기저가 바뀐다. 항상 제어계의 애니온들을 먼저 함께 융합하여 애니온들을 측정하므로 이들을 교환하면 계가 회전한다. 이러한 애니온은 비-아벨이라서 제어계 내에 있는 애니온들의 순서가 중요하므로 계를 변환시킬 것이다.
완전한 꼬임 연산자는 다음과 같이 유도 될 수 있다:
{\displaystyle B=F^{-1}RF}
{\displaystyle F}와 {\displaystyle R} 연산자를 수학적으로 구성하기 위해 이러한 {\displaystyle F}와 {\displaystyle R} 연산자의 순열을 고려할 수 있다. 우리가 운영하고 있는 기반을 순차적으로 변경하면 결국 동일한 기반으로 돌아갈 것임을 알고 있다. 마찬가지로, 우리는 애니온들을 특정 횟수만큼 서로 땋으면 동일한 상태로 되돌아간다는 것을 알고 있다. 이러한 공리를 각각 오각형 및 육각형 공리라고 한다. 작업 수행을 상태 변환의 오각형/육각형으로 시각화할 수 있기 때문이다. 수학적으로 어렵지만 시각적으로 훨씬 더 성공적으로 접근할 수 있다.
이러한 꼬임 연산자를 사용하여 힐베르트 공간에서 작동하고 임의의 범용 양자 게이트를 구성하는 방식과 관련하여 꼬임의 개념을 최종적으로 공식화 할 수 있다.

## 같이 보기
- 긴즈부르크-란다우 이론
- 후시미 표현
- 무작위 행렬
- 토릭 코드

## 더 읽어보기
- Collins, Graham P. (April 2006). “Computing with Quantum Knots” (PDF). 《Scientific American》.
- Sarma, Sankar Das; Freedman, Michael; Nayak, Chetan (2005). “Topologically Protected Qubits from a Possible Non-Abelian Fractional Quantum Hall State”. 《Physical Review Letters》 94 (16): 166802. arXiv:cond-mat/0412343. Bibcode:2005PhRvL..94p6802D. doi:10.1103/PhysRevLett.94.166802. PMID 15904258. S2CID 8773427.
- Nayak, Chetan; Simon, Steven H.; Stern, Ady; Freedman, Michael; Sarma, Sankar Das (2008). “Non-Abelian Anyons and Topological Quantum Computation”. 《Reviews of Modern Physics》 80 (3): 1083–1159. arXiv:0707.1889. Bibcode:2008RvMP...80.1083N. doi:10.1103/RevModPhys.80.1083. S2CID 119628297.
- Kundu, A. (1999). “Exact solution of double-delta function Bose gas through interacting anyon gas”. 《Phys. Rev. Lett.》 83 (7): 1275–1278. arXiv:hep-th/9811247. Bibcode:1999PhRvL..83.1275K. doi:10.1103/physrevlett.83.1275. S2CID 119329417.
- Batchelor, M.T.; Guan, X. W..; Oelkers, N.. (2006). “One-dimensional interacting anyon gas: low energy properties and Haldane exclusion statistics” (PDF). 《Phys. Rev. Lett.》 96 (21): 210402. arXiv:cond-mat/0603643. Bibcode:2006PhRvL..96u0402B. doi:10.1103/physrevlett.96.210402. PMID 16803221. S2CID 28378363.
- Girardeau, M. D. (2006). “Anyon-fermion mapping and applications to ultracold gasses in tight waveguides”. 《Phys. Rev. Lett.》 97 (10): 100402. arXiv:cond-mat/0604357. Bibcode:2006PhRvL..97j0402G. doi:10.1103/physrevlett.97.100402. PMID 17025794. S2CID 206330101.
- Averin, D. V.; Nesteroff, J. A. (2007). “Coulomb blockade of anyons in quantum antidots”. 《Phys. Rev. Lett.》 99 (9): 096801. arXiv:0704.0439. Bibcode:2007PhRvL..99i6801A. doi:10.1103/physrevlett.99.096801. PMID 17931025. S2CID 41119577.
- Simon, Steven H. “Quantum Computing with a Twist”.